# Дуглас, Уильям, 9-й граф Мортон
Уильям Дуглас, 9-й граф Мортон (англ. William Douglas, 9th Earl of Morton; умер до 1 ноября 1681 года) — шотландский дворянин.

## Биография
Старший сын Роберта Дугласа, 8-го графа Мортона (? — 1649), и Энн Вильерс (ок. 1610—1654), дочери Эдварда Вильерса и Барбары Сент-Джон.
12 ноября 1649 года после смерти своего отца Уильям Дуглас унаследовал титул 9-го графа Мортона (Пэрство Шотландии).
Уильям Дуглас пытался сохранить грант на Оркнейские и Шетландские острова, который был дан его деду, сэру Уильяму, 7-му графу Мортону. Вадсет (заем, замаскированный под продажу земли с правом возврата) лордства был отменен и присоединен к Содружеству в 1657 году. Во время Реставрации он получил новый грант, подтверждение которого было ратифицировано парламентом в 1661 году. Однако он также был объявлен недействительным, и острова были переданы короне Актом парламента от 17 декабря 1669 года . С тех пор графы Мортон владели этими островами по форме ипотеки от короны.
Член Тайного совета Шотландии с 1660/1661 года.
9 сентября 1672 года он отказался от баронства Далкейт в пользу Джеймса Скотта, 1-го герцога Монмута. Поместье Далкейт и другие земли, общей стоимостью 100 000 шотландских фунтов в год, были проданы около 1643 года роду графов Баклю, чтобы позволить 7-му графу покрывать расходы на содержание короля.
12 июня 1662 года Уильям Дуглас женился на леди Гризель Миддлтон (? — ок. 1642), дочери Джона Миддлтона, 1-го графа Миддлтона (1608/1619 — 1674), и Гризель Дарем (? — 1666). Их единственный сын, Чарльз Дуглас, лорд Далкейт, умер в младенчестве в 1663 году.
Лорд Мортон скончался в 1681 году, не оставив наследника, и передал графство своему дяде, Джеймсу Дугласу, 10-му графу Мортону, который был сыном Уильяма Дугласа, 7-го графа Мортона, и леди Энн Кейт.